# Lonely (canción de Imagine Dragons)
«Lonely» (en español: «Solitario») es una canción de la banda estadounidense de pop rock Imagine Dragons, escrita por la agrupación junto a los productores suecos Mattman & Robin y el compositor Justin Tranter para la primera mitad del quinto álbum de estudio de la agrupación, «Mercury – Act 1». Fue enviada a la radio italiana el 24 de septiembre de 2021 por medio de KIDinaKORNER e Interscope Records como un sencillo promocional en el país.

## Antecedentes
Al igual que las demás canciones, un fragmento de «Lonely» pudo escucharse en uno de los cuatro videos publicados en las redes sociales de la banda a principios de marzo de 2021, durante la promoción del sencillo doble «Follow You / Cutthroat».
Meses más tarde, el 20 de agosto de 2021, la banda compartió un fragmento de la canción a través de la cuenta de Tik Tok "gnihcahc" (Haciendo referencia a una de sus canciones, «Cha-Ching (Till We Grow Older)», proveniente de su álbum debut, «Night Visions»). Previamente, los fans habían estado siguiendo algunas pistas que la banda había dejado en Twitter para encontrar diversos fragmentos de las canciones que formarían parte del álbum.

## Composición
Dan Reynolds explicó al medio periodístico Clash que la canción fue escrita pensando en su ansiedad y en lo complicado que resulta llevar una vida introvertida en una carrera extrovertida:

«Lonely» es una canción dirigida a mi ansiedad y mis sentimientos de ser introvertido en una carrera extrovertida. Si bien siempre quise ser músico desde muy joven, no tenía idea de todos los cambios que conllevaría.
Siempre me he sentido libre en el escenario, pero durante la última década he querido esconderme de todos los demás aspectos de mi vida, especialmente aquellos relacionados con la fama y la atención. Con el paso de los años me he vuelto cada vez más recluso.

Además, la canción integra elementos característicos de la banda, desde la lírica y narrativa, pero también incorpora nuevos elementos musicales, principalmente el contrapunto vocal.

## Presentaciones en vivo
«Lonely» fue interpretada por primera vez en el FTX Arena de Miami, Florida, lugar donde se llevó a cabo el primer concierto que dio inicio al «Mercury World Tour»; estando en el setlist de canciones durante las primeras dos etapas del tour en los Estados Unidos y Europa.

## Lista de canciones
| Mercury – Act 1: Edición Estándar |          |                 |          |  |
| N.º                               | Título   | Artista(s)      | Duración |  |
| 2.                                | «Lonely» | Imagine Dragons | 2:39     |  |

## Créditos
Adaptados de Tidal y el booklet de «Mercury – Act 1».
Lonely
- Interpretado por Imagine Dragons.
- Escrito por Dan Reynolds, Wayne Sermon, Ben McKee, Daniel Platzman, Robin Fredriksson, Mattias Larsson, Justin Tranter.
- Publicado por Imagine Dragons Publishing (BMI) / Universal/KIDinaKORNER, Wolf Cousins/Warner/Chappell Music SCAND (STIM), Warner-Tamerlane Publishing Corp (BMI) y Justin's School for Girls (BMI).
- Producido por Mattman & Robin para Wolf Cousins Productions.
- Programación por Dan Reynolds y Wayne Sermon.
- Grabado por Mattman & Robin e Imagine Dragons.
- Mezclado por Serban Genea.
- Ingeniería de Mezcla por John Hanes.
- Mezclado en “MixStar Studios” (Virginia Beach, Virginia).
- Masterizado por Randy Merrill en “Sterling Sound” (Nueva York).

℗ 2021 KIDinaKORNER/Interscope Records
Imagine Dragons
- Dan Reynolds: Voz.
- Wayne Sermon: Guitarra.
- Ben McKee: Bajo.
- Daniel Platzman: Batería.

## Historial de lanzamiento
| Región        | Fecha                   | Formato                       | Sello discográfico              |
| ------------- | ----------------------- | ----------------------------- | ------------------------------- |
| Todo el Mundo | 3 de septiembre de 2021 | Descarga digital Streaming CD | KIDinaKORNER Interscope Records |